# 利普托夫斯基米庫拉什

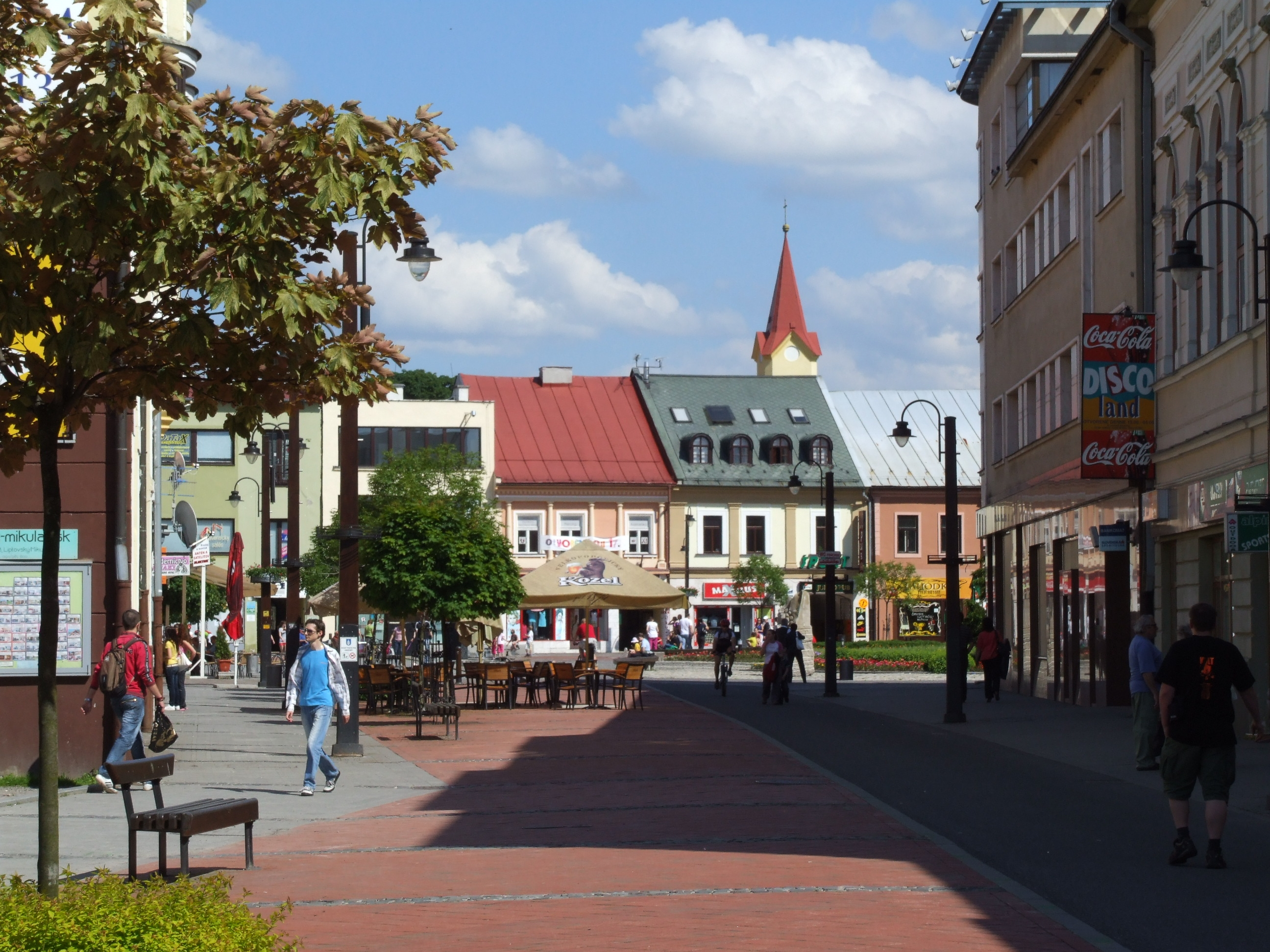

利普托夫斯基米庫拉什（斯洛伐克语：Liptovský Mikuláš）是斯洛伐克的城鎮，位於該國北部瓦赫河畔，由日利納州負責管轄，面積70.11平方公里，海拔高度577米，是熱門的旅遊地點，2006年人口32,786。

## 外部連結
- Official website